# Natalia Kurach
Natalia Kurach (ur. 10 kwietnia 2002 w Sokołowie Podlaskim) – polska koszykarka, występująca na pozycji silnej skrzydłowej lub środkowej, obecnie zawodniczka 1KS Ślęzy Wrocław.

## Osiągnięcia
Stan na 3 kwietnia 2023, na podstawie, o ile nie zaznaczono inaczej.

### Drużynowe

#### Seniorskie
- Wicemistrzyni Polski (2022)[3]
- 4. miejsce w I lidze (2019)[4]
- Uczestniczka międzynarodowych rozgrywek Eurocup (2021/2022)

#### Młodzieżowe
- Wicemistrzyni Polski kadetek (2016)[5]
- Brązowa medalistka mistrzostw Polski kadetek (2018)[6]

### Indywidualne
- Zaliczona do I składu mistrzostw Polski kadetek (2018)[6]

### Reprezentacja
- Uczestniczka mistrzostw Europy:
  - U–20 (2022 – 7. miejsce)[7]
  - U–18 (2019 – 10. miejsce)[8]
  - U–16 (2017 – 8. miejsce, 2018 – 8. miejsce)[9][10]